# Swea City (Iowa)
Swea City es una ciudad ubicada en el condado de Kossuth en el estado estadounidense de Iowa. En el Censo de 2010 tenía una población de 536 habitantes y una densidad poblacional de 281,18 personas por km².

## Geografía
Swea City se encuentra ubicada en las coordenadas 43°23′00″N 94°18′39″O / 43.38333, -94.31083. Según la Oficina del Censo de los Estados Unidos, Swea City tiene una superficie total de 1.91 km², de la cual 1.91 km² corresponden a tierra firme y (0%) 0 km² es agua.

## Demografía
Según el censo de 2010, había 536 personas residiendo en Swea City. La densidad de población era de 281,18 hab./km². De los 536 habitantes, Swea City estaba compuesto por el 98.51% blancos, el 0.93% eran afroamericanos, el 0% eran amerindios, el 0% eran asiáticos, el 0% eran isleños del Pacífico, el 0.37% eran de otras razas y el 0.19% pertenecían a dos o más razas. Del total de la población el 0.56% eran hispanos o latinos de cualquier raza.